# Schloss Kewenig

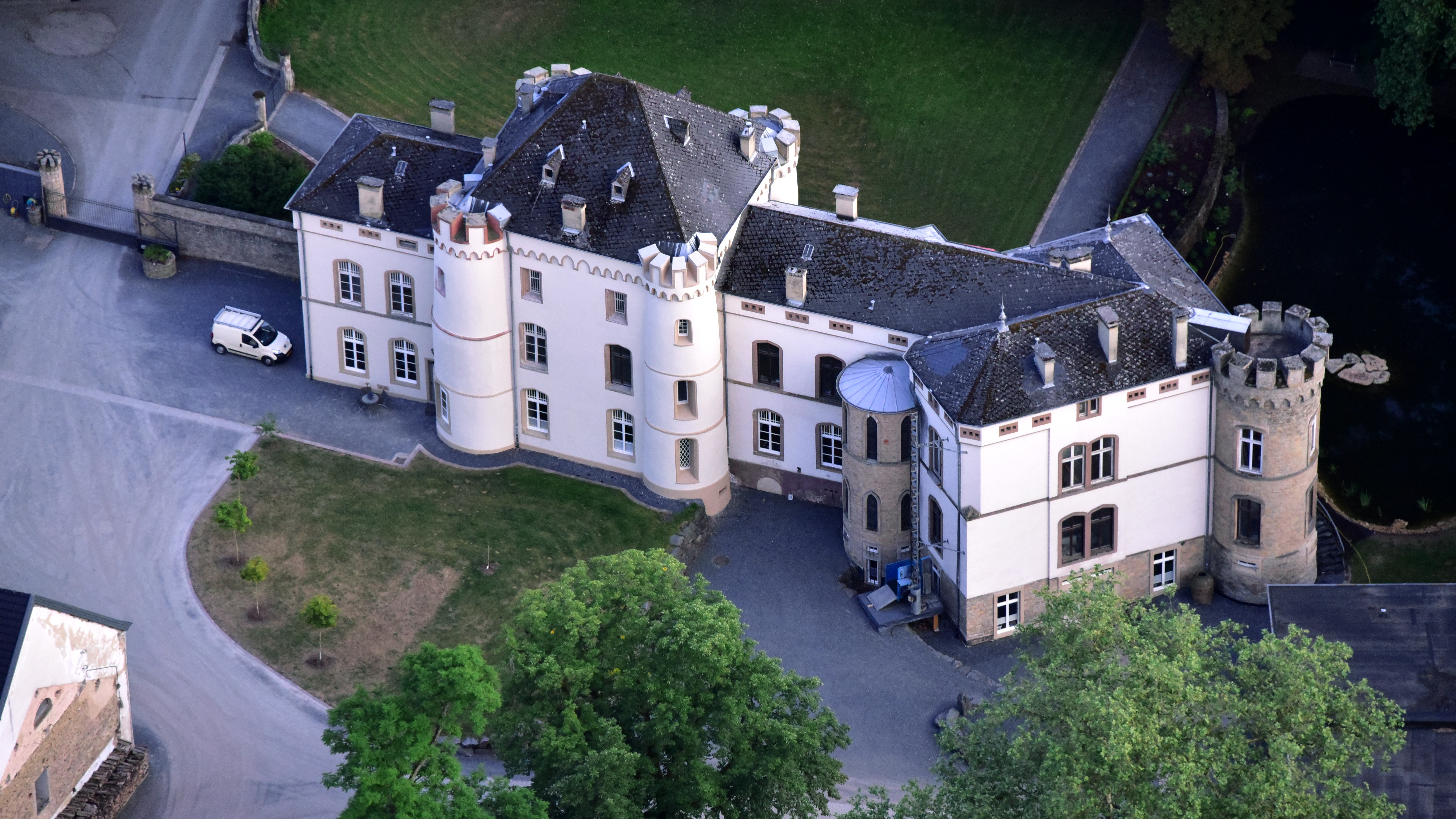
Schloss Kewenig, Luftaufnahme (2017)

Das Schloss Kewenig ist ein Herrenhaus in der Gemeinde Körperich. Es zählt zu den ältesten Gutshäusern im Eifelkreis Bitburg-Prüm in Rheinland-Pfalz. Schloss Kewenig bildet zudem einen Ortsteil der Ortsgemeinde Körperich.

## Geschichte

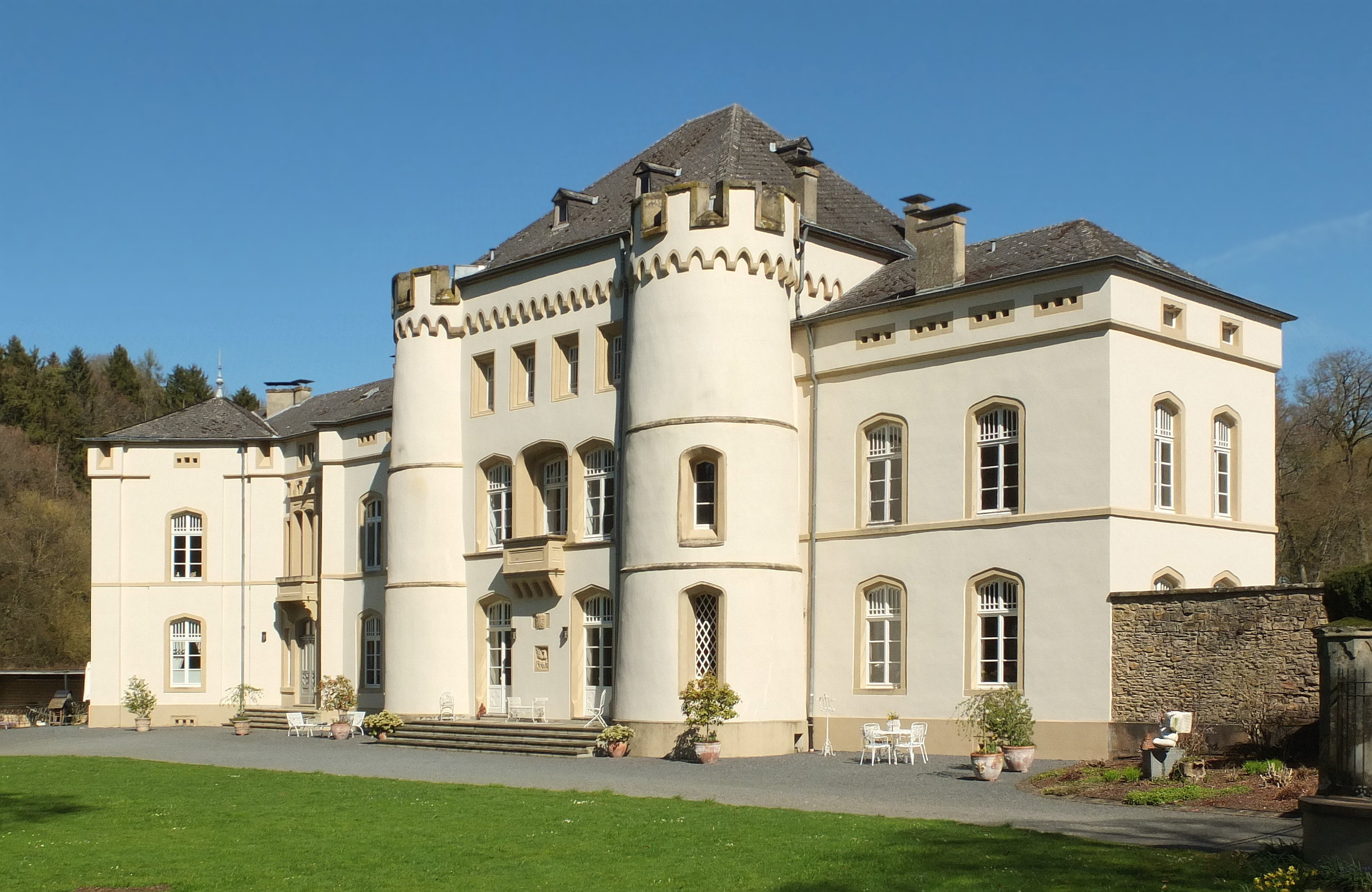
Süd-West Fassade von Schloss Kewenig

Als „Chewingen“ erscheint das Dorf zuerst im Jahre 1231 in einer Verkaufsurkunde, nach der Lehnsleute des Theoderich, Herrn von Malberg, Land an die Abtei Echternach verkaufen durften.
Soweit es aus den Quellen bekannt ist, wurde Burg Kewenig weitestgehend von Kriegseinflüssen und Zerstörungen in den folgenden Jahrhunderten verschont. Als frühneuzeitlicher Besitzer lässt sich für das Jahr 1556 Friedrich von Herverdingen anführen. Das Schloss gehörte danach mehrere Jahrhunderte dem adligen Geschlecht „von Stein“. Die letzte Erbin aus dieser Familie hatte keine Kinder in der Ehe mit Peter Franz Hagen und setzte daher den Herrn von d`Olimart zu Bettendorf an der Sauer zum Erben ein, dessen Sohn Schloss Kewenig an den Besitzer Jean Joseph Richard, Herr von Niedersgegen und Falkenstein, für 29.000 Francs (7733 Taler) verkaufte.
In der Ritterschaftsmatrikel von 1830 wurde Kewenig als ein landtagsfähiges Rittergut aufgenommen und die Prinzipal-Grundsteuer war mit 72 Talern angegeben. Um 1850 war das Schloss nicht mehr bewohnt und es drohte der Verfall. Im Schloss befand sich auch früher eine Kapelle, die aber 1738 schon so verfallen war, dass keine Messe mehr dort gehalten werden konnte. 1848 wurde durch den neuen Besitzer Adolf Richard ein kurzer Flügel im neugotischen Stil angebaut. Im Jahre 1880 gelangte das Schloss an den Gutsbesitzer M. G. August Flamm, der zwischen 1890 und 1891 den alten Gebäudeteil ganz ausgebaut und nach Westen erweitert und ein zweites Obergeschoss aufgesetzt hatte. Er umgab die Gebäude mit einer Parkanlage. Die Familie Flamm lebte in Kewenig bis ins 20. Jahrhundert. Das Grab des letzten Besitzers Flamm befindet sich auf dem Friedhof in Kruchten.
Seit 2012 hat es sich die Familie Weyrich zur Aufgabe gemacht, das Schloss zu renovieren und instand zu halten.
In der Nacht zum 11. August 2013 entstand bei einem Brand eines an das Schloss angrenzenden Gebäudes großer Sachschaden. Heute kann das restaurierte Schloss und Teile der Nebengebäude für diverse Events angemietet werden. Weiterhin werden Weihnachtsmärkte und Sommerfeste veranstaltet.

## Bauentwicklung

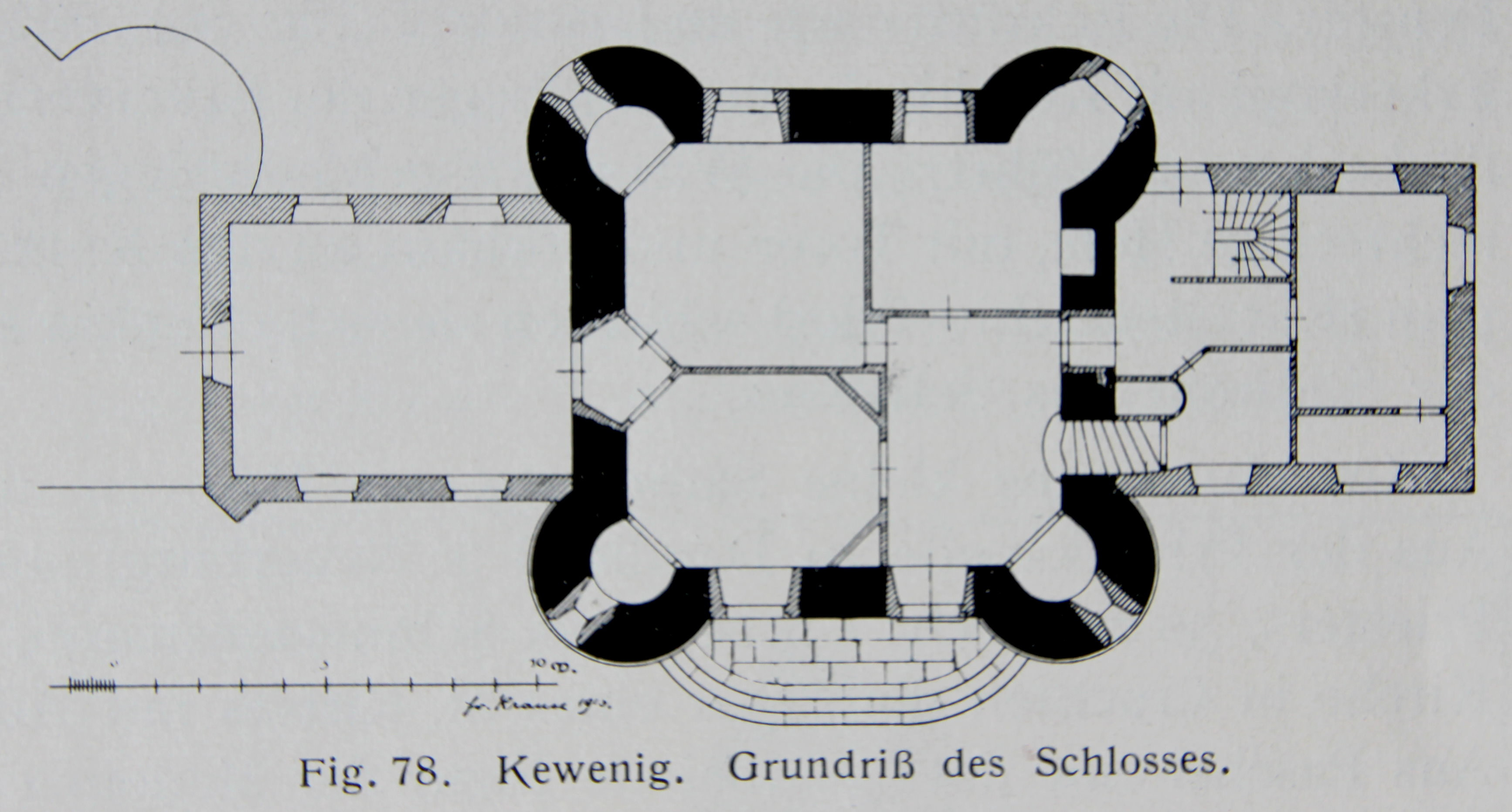
Grundriss von G. Krause, 1913

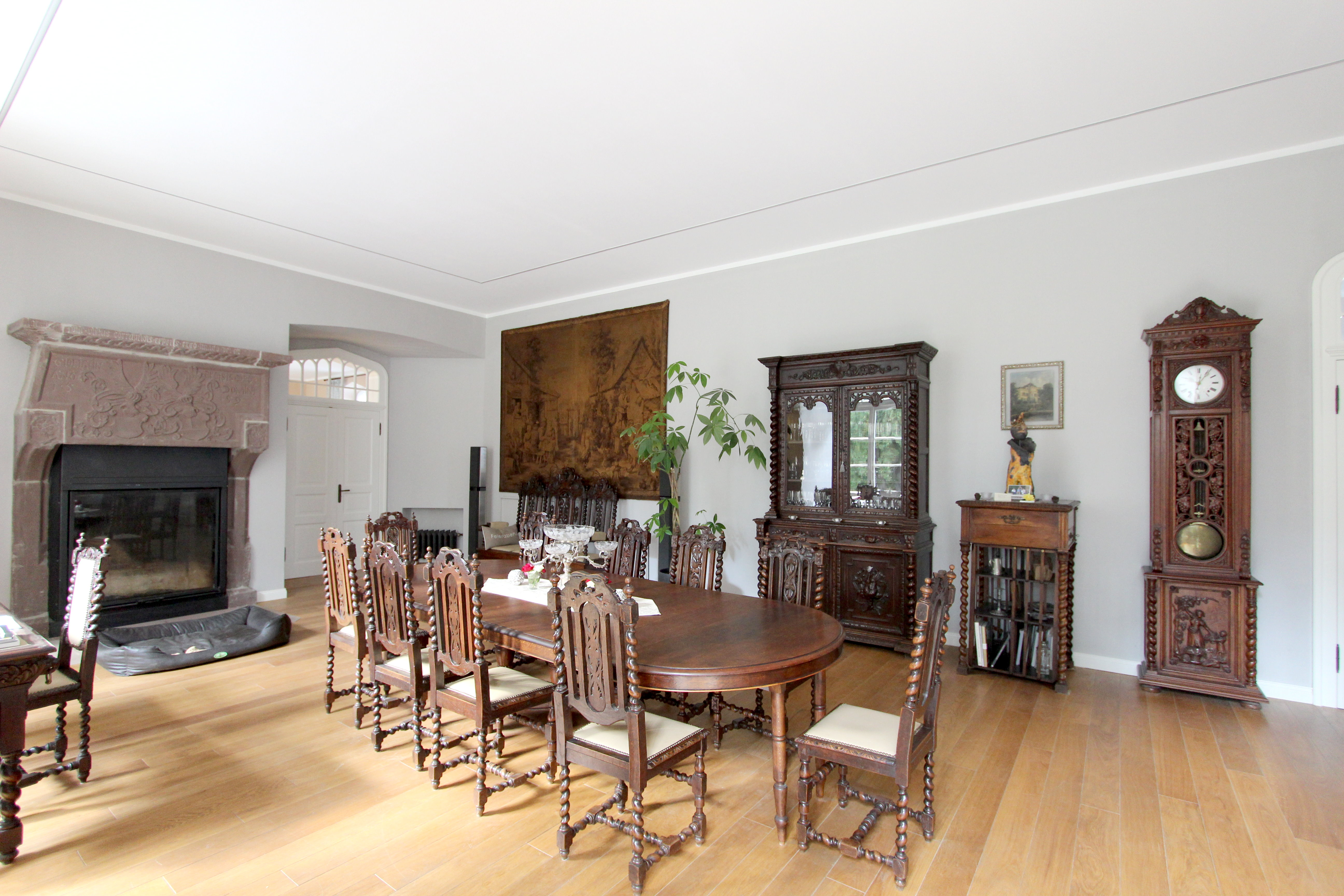
Schloss Kewenig, Kaminzimmer (2018)

Der Kern ist eine Wasserburg von quadratischem Grundriss mit Ecktürmen und Rundbogenfries des 16. Jahrhunderts. Das zweite Obergeschoss hingegen mitsamt Mauerabschluss und Zinnen auf den Türmen wurde erst im 19. Jahrhundert hinzugefügt. Nachdem die Familie Richard die Burg erworben hatte, wurden nun zwei gotisch gestaltete Flügel angebaut. Während der östliche Flügel in einer ersten Phase 1848 errichtet wurde, wurde der zweite und größere Teil ab 1890 aufgebaut und mit zwei weiteren runden Türmen versehen.
In die Zeit des 19. Jahrhunderts sind auch das flache Walmdach und die Fenster zu datieren. Im Innern des Hauses haben sich dagegen nur wenige Elemente des 19. Jahrhunderts erhalten. Zu diesen gehört insbesondere die neugotisch errichtete Treppenhalle.
Ebenso neuzeitlich sind der anliegende Wirtschaftshof und die Freiflächen um das Hauptgebäude.

## Baubeschreibung
Der mittelalterliche Teil von Schloss Kewenig besteht aus einem Donjon, einem nahezu quadratischen Bau mit vier runden Ecktürmen. Der Grundriss hat sich nicht verändert. Die restlichen Teile der Schlossanlage stammen aus dem 19. Jahrhundert, als die eigentliche Wasserburg zum heutigen Schloss ausgebaut wurde.

## Interieur

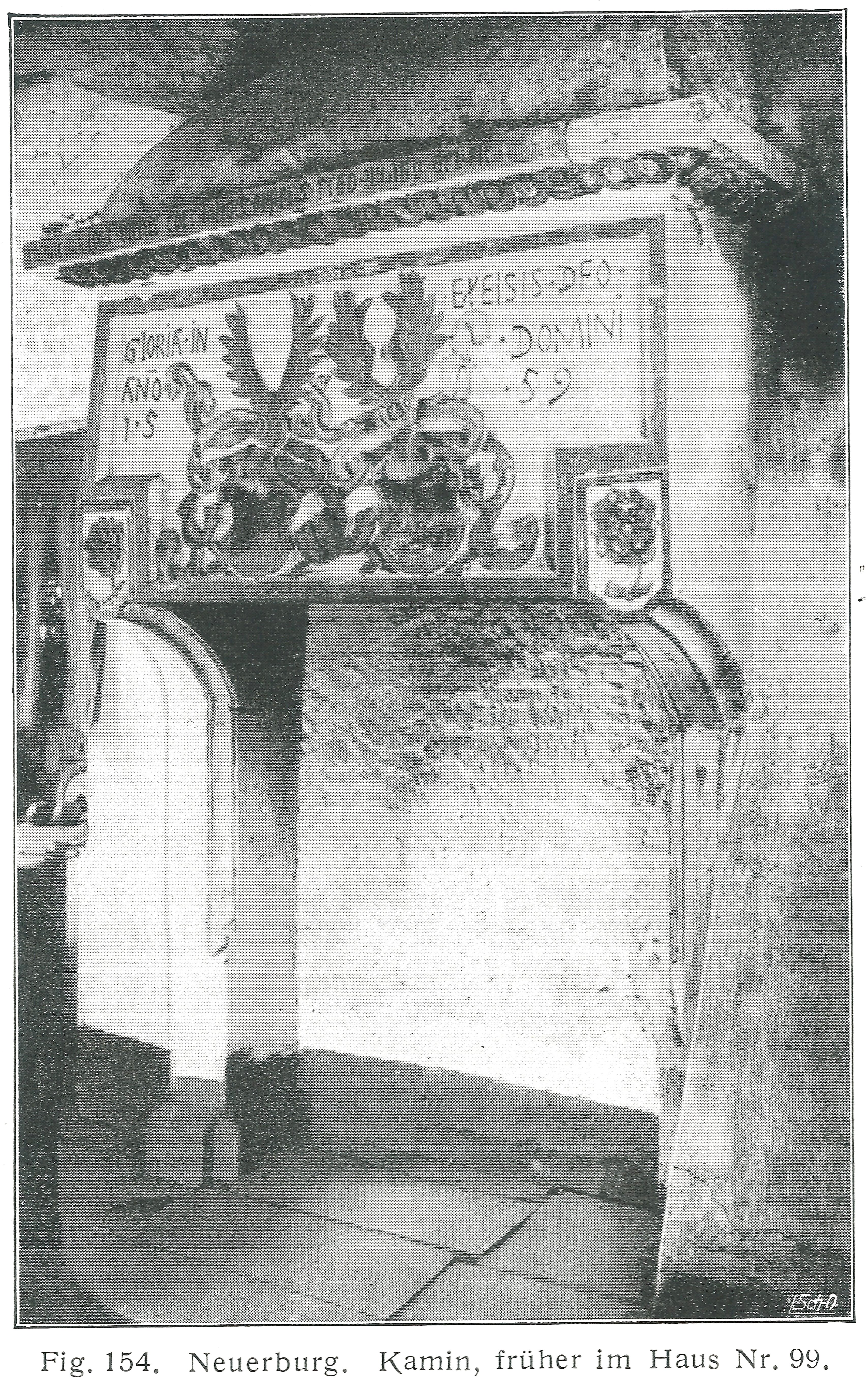
Der Kamin von 1559 befindet sich seit 1912 im Schloss Kewenig.

Im Hause (noch bis 1927) befand sich eine kleine Sammlung von Möbeln und Holzfiguren des 18. Jahrhunderts. Aus der Privatkapelle zu Daudistel bei Neuerburg stammen die Figuren eines heiligen Priesters (50 cm hoch); Christus als Schmerzensmann (90 cm hoch). Aus der alten Kirche in Kruchten stammt die Figur eines heiligen Ritters mit Adler und Lanze (78 cm hoch). Aus Paschel eine flott gearbeitete Figur der Madonna immaculata. Der Steinkamin aus dem Jahr 1559 ist aus dem Schloss Neuerburg und kam im Jahr 1912 nach Kewenig. Die Stützen mit einfachem Hohlkehlprofil zeigen auf ihrer geraden Schnittfläche in der Vorderansicht eine große gestielte Blume. Die 14 cm starke Stirnwand des Kamins setzt sich mit ausgeklinkten Ecken auf die Stützen und ist ganz mit einem großen Doppelwappen bedeckt, dessen Schilde bemalt waren, aber nicht mehr erkennbar sind. Die übrige alte Bemalung in Schwarz, Grün, Gelb und Rot war noch bis 1927 erhalten. Zur Seite des Allianzwappens ein Spruch und die Zahl 1559. Auf dem Gesims ein zweiter Spruch über die Vergänglichkeit der Asche und die Göttlichkeit der Tugend.